# Claude Bourbonnais
Claude Bourbonnais (L'Île-Perrot, 24 de junho de 1965) é um ex-automobilista canadense. 
Antes de correr pela CART e pela IRL, correu também na Fórmula Atlantic, na Indy Lights e também na Fórmula 3000.

## Curta passagem pela CART
Em 1994, Bourbonnais largou em 5 corridas da CART - uma pela equipe ProFormance e as outras pela McCormack, abandonando em todas.

## IRL
Bourbonnais teve uma passagem ainda menor na recém-criada Indy Racing League, disputando apenas as 500 Milhas de Indianápolis de 1997 com a equipe Blueprint Racing, terminando em 30º lugar.
Fracassou na tentativa de se classificar para a edição de 500 Milhas de Indianápolis de 1998, encerrando assim sua carreira nos monopostos.